# Dux Osrhoenae
Il Dux Osrhoenae era il comandante di truppe limitanee di un settore del limes orientale, nella diocesi d'Oriente della Osroene. Suo diretto superiore era al tempo della Notitia dignitatum (nel 400 circa), il magister militum per Orientem.

## Elenco unità
Era a capo di ben 19 unità o distaccamenti di unità, come risulta dalla Notitia Dignitatum (Orien. XXXV):
- Equites Dalmatae Illyriciani, Ganaba; Equites promoti Illyriciani, Callinico; Equites Mauri Illyriciani, Dabana;  Equites promoti indigenae, Banasam; Equites promoti indigenae, Sina Iudaeorum; Equites sagittarii indigenae, Oraba; Equites sagittarii indigenae, Thillazamana; Equites sagittarii indigenae Medianenses, Mediana, Equites primi Osrhoeni, Rasin;
- legio IV Parthica, Circesio; legio sconosciuta? ad Apatia;
- Ala septima Valeria praelectorum, Thillacama; Ala prima Victoriae, Touia di fronte a Bintha; Ala secunda Paflagonum, Thillafica; Ala prima Parthorum, Resaia; Ala prima nova Diocletiana, tra Thannurin e Horobam; Cohors prima Gaetulorum, Thillaamana; Ala prima salutaria;
- Cohors prima Eufratensis, Maratha.

### Fonti primarie
- Notitia Dignitatum, Orien. XXXV.

### Fonti storiografiche moderne
- J.Rodríguez González, Historia de las legiones Romanas, Madrid, 2003.
- A.K.Goldsworthy, Storia completa dellesercito romano, Modena 2007. ISBN 978-88-7940-306-1
- Y.Le Bohec, Armi e guerrieri di Roma antica. Da Diocleziano alla caduta dell'impero, Roma 2008. ISBN 978-88-430-4677-5